# 西蒙尼·法瓦羅
西蒙尼·法瓦羅（義大利語：Simone Favaro；1988年11月7日—）是一位意大利橄欖球運動員。他是意大利國家橄欖球隊的一員，代表意大利參加了2015年世界盃橄欖球賽。